# Crooked Rain, Crooked Rain
| 評論得分         | 評論得分  |
| 來源             | 評分      |
| ---------------- | --------- |
| Allmusic         | [ 2 ]     |
| Pitchfork Media  | (10.0/10) |
| Robert Christgau | A         |
| Rolling Stone    | [ 5 ]     |

Crooked Rain, Crooked Rain 是美国独立摇滚乐队Pavement在1994年发行的一张专辑，而这也是他们的第三张专辑。在这张专辑中乐队放弃了之前在第一张专辑Slanted and Enchanted里所展现的lo-fi风格。

## 制作背景
在专辑录制期间鼓手Gary Young被踢出，他的鼓手一职则由Steve West接任，而“Slanted”巡演中乐队纳入了打击乐手Bob Nastanovich和贝斯手Mark Ibold。

## 商业成就
这张专辑是Pavement乐队最被广泛接受的专辑，其中“Cut Your Hair”更是乐队创立以来在主流市场的最成功单曲。专辑刚在英国发行时在榜单上冲到了前20位，而截止2007年，专辑的销量已达50万。

## 媒体评价
在美国从榜单排名来说此专辑并不是那么成功，但美国的音乐杂志亦盛赞其为优秀的另类摇滚专辑。专辑在Pitchfork Media2003年所作的“90年代百张最佳专辑”榜单中名列第8，在滚石杂志的“史上500张最佳专辑”则列于第210位，同时名列90年代最佳专辑的第10位，而单曲Gold Soundz更在Pitchfork Media于2010年评选出的“90年代200首最佳歌曲”榜单中拔得头筹。

## 曲目一览
未特别注明的曲目都由Stephen Malkmus所写。
1. "Silence Kid" – 3:01
2. "Elevate Me Later" – 2:51
3. "Stop Breathin'" – 4:28
4. "Cut Your Hair（英语：Cut Your Hair）" – 3:07
5. "Newark Wilder" – 3:53
6. "Unfair" – 2:33
7. "Gold Soundz（英语：Gold Soundz）" – 2:41
8. "5-4=Unity" – 2:09
9. "Range Life（英语：Range Life (song)）" – 4:54
10. "Heaven Is a Truck" – 2:30
11. "Hit the Plane Down" (Scott Kannberg) – 3:36
12. "Fillmore Jive（英语：Fillmore Jive (单曲)）" – 6:38

## 制作人员
- Stephen Malkmus（英语：Stephen Malkmus） : 主唱，吉他手
- Bob Nastanovich（英语：Bob Nastanovich） : 打击乐手
- Scott Kannberg : 主唱，吉他手
- Steve West（英语：Steve West (pavement)） : 鼓手，打击乐手
- Mark Ibold（英语：Mark Ibold） : 贝斯
- Bryce Goggin: 音效，钢琴（“Range Life”）[1]
- Mark Venezia: 音效[1]

## 再度发行
Crooked Rain, Crooked Rain在2004年10月26日由斗牛士唱片公司以Crooked Rain, Crooked Rain: LA's Desert Origins之名再度发行。重发行版本包含两张碟片：第一张包含原始专辑曲目、B-sides以及从Pavement当时的其他作品所选出的一些曲目，另一张则是BBC演唱现场录音与前任鼓手Gary Young所作的未发行曲目的集合。

## 轶事
1. 专辑封面正中的图片取自于国家地理杂志1974年3月刊。
2. 由于专辑原始封底设计图上的一处墨迹，曲目“Silence Kid”的名称错为“Silence Kit”，而这一曲目便以此错名而广为人知，甚至重发行时封面设计师Mark Ohe也在重发行版本Crooked Rain, Crooked Rain: LA's Desert Origins的封底上列印了“Silence Kit”这个错误的名称；但在专辑内附带的如歌词手册等物上所列印与Stephen Malkmus手书的曲目名都是正确的名称“Silence Kid”。